# جان پرایس (ملوان)
جان پرایس (انگلیسی: John Price; ۱۹ ژانویهٔ ۱۹۲۰ – ۲۶ مهٔ ۱۹۹۱) قایقران قایق بادبانی اهل ایالات متحده آمریکا بود.